# 和田虫象
和田 虫象（わだ むしぞう、1980年9月25日 - ）は、日本のライター、ノンフィクション作家。

## 人物
東京都内のビジネス専門学校卒業後、演劇やお笑いなどの芸能活動を開始した矢先の2004年より、裏モノJAPANで「きっついお仕事」の連載を始める。以降フリーライターとして活動。

## 著作
- 『きっついお仕事』（鉄人社） 2006年
- 『俺の旅 - 518日ニッポン縦断強制放浪』（鉄人社） 2008年

## メディア
- ダラケ! 〜お金を払ってでも見たいクイズ〜(BSスカパー、2016年4月28日)[1]